# 왕립 연극 극장

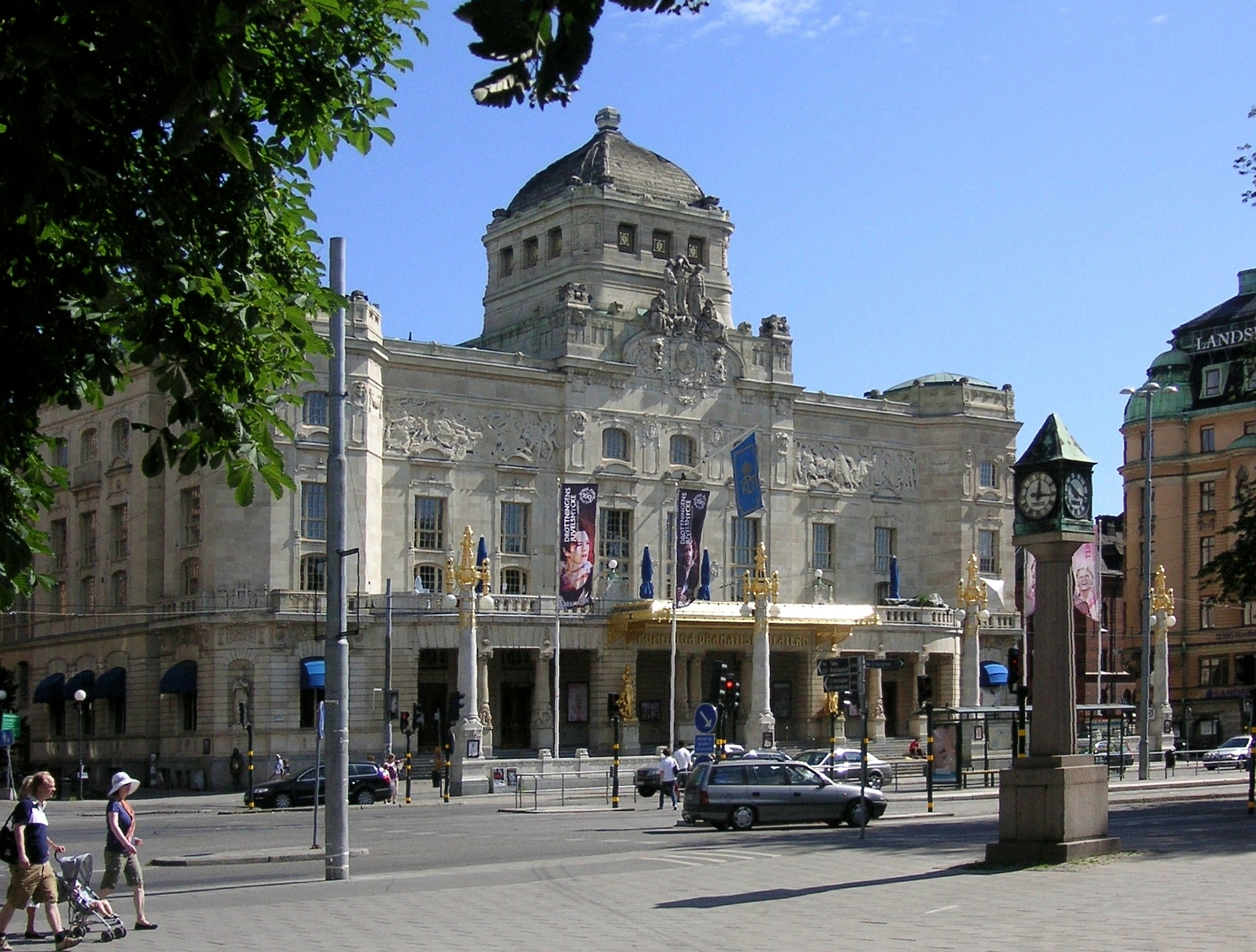
왕립 연극 극장

왕립 연극 극장(스웨덴어: Dramaten)은 스웨덴 스톡홀름에 위치한 극장이다.